# 舒格湖
59°56′6″N 34°10′12″E / 59.93500°N 34.17000°E

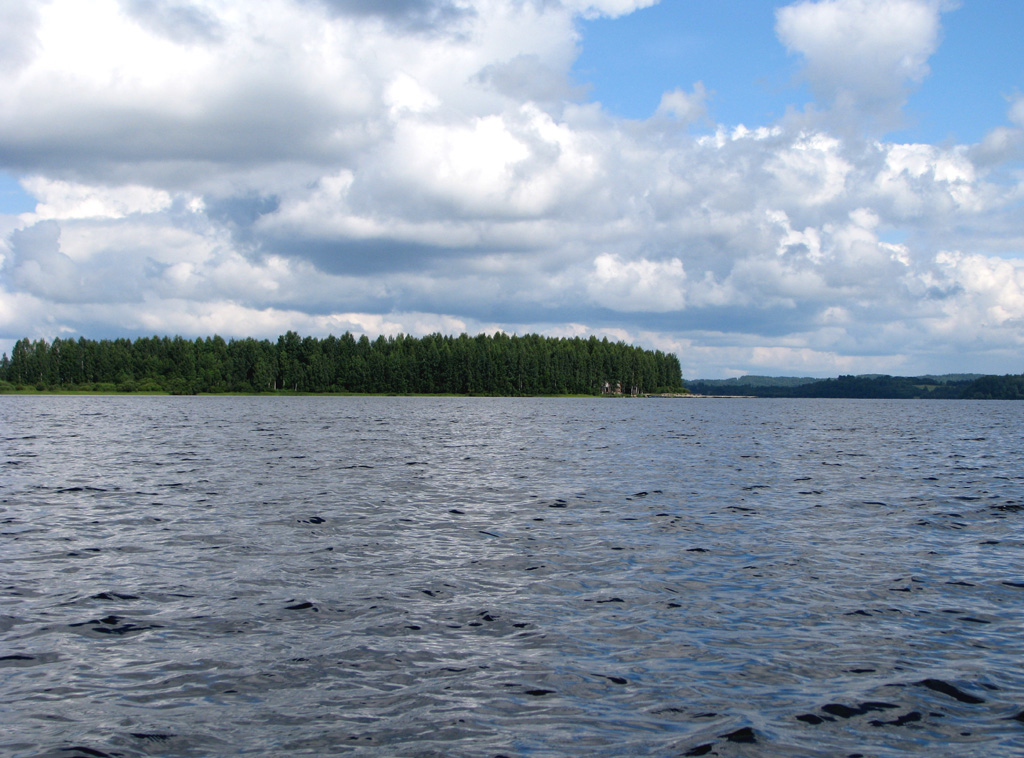

舒格湖（俄语：Шугозеро），是俄羅斯的湖泊，位於該國西北部，由列寧格勒州負責管轄，長4.1公里、寬1.7公里，面積5.9平方公里，海拔高度76米，集水區面積98平方公里，最大水深25米。